# Anthalia interrupta
Anthalia interrupta är en tvåvingeart som beskrevs av Axel Leonard Melander 1927. Anthalia interrupta ingår i släktet Anthalia och familjen puckeldansflugor.
Artens utbredningsområde är Washington. Inga underarter finns listade i Catalogue of Life.